# Края (город)
Края (нем. Kraja) — община в Германии, в земле Тюрингия.
Входит в состав района Нордхаузен. Население составляет 301 человек (на 31 декабря 2017 года). Занимает площадь 4,37 км².
Община расположена у подножия гор Блайхероде. Самая высокая точка на территории деревни — гора Крайер-Копф (459,7 м), находящаяся на юге.